# Mohammed El-Mokhtar Ould Bah
Mohammed El-Mokhtar Ould Bah (arabisch محمد المختار ولد أباه, DMG Muḥammad al-Muḫtār wuld Abbāh; * 1924 bei Boutilimit; † 22. Januar 2023 in Nouakchott) war ein mauretanischer Islam-Gelehrter und Schriftsteller, der zu den Gründern des modernen Mauretanien gehörte. Die marokkanische Nachrichten-Website Hespress würdigte ihn als einen Denker, der die Werte der Mäßigung (iʿtidāl) und Ausgewogenheit verteidigte.

## Leben
Mohammed El-Mokhtar wurde 1924 in der Nähe von Boutilimit in der Verwaltungsregion Trarza im Südwesten Mauretaniens in eine bekannte Gelehrtenfamilie hineingeboren. Sein Vater, der Usūl-Gelehrte Muhammad Fāl wuld Bāb, starb, als er erst sechs Jahre alt war. Der Junge lernte den Koran auswendig und studierte die Texte, die zum Curriculum der mauretanischen Mahdara-Ausbildung gehören. Wie er in seinen Memoiren berichtet, war er von der Trockenheit des anwendungsbezogenen Fiqh (al-fiqh al-furūʿī) angewidert, neigte jedoch den Usūl al-fiqh zu, nachdem er den Kommentar seines Vaters zum Murtaqā al-uṣūl von Ibn ʿĀsim al-Gharnātī (gest. 1426) kennengelernt hatte. Sein wichtigster Lehrer war Muhammad ʿĀlī ibn Fatā, der selbst bei seinem Vater gelernt hatte. Anschließend reiste in die senegalesische Stadt Saint-Louis, wo er eine moderne Ausbildung erhielt und ein Baccalauréat erwarb. Danach reiste er nach Marokko, wo er an der Mohammed-V.-Universität in Rabat einen Licence-Abschluss machte.
1948 trat Mohammed El-Mokhtar der Lehrerschaft bei. Außerdem begann er sich in der an-Nahda-Partei zu engagieren, die sich gegen den französischen Kolonialismus in Mauretanien wandte. 1957 wurde er als Gesundheitsminister und Bildungsminister in die erste mauretanische Regierung berufen, bevor ihn der Streit seines politischen Flügels mit dem politischen Flügel des Staatspräsidenten Moktar Ould Daddah bezüglich des Umgangs mit den französischen Kolonialbehörden dazu brachte, das Land zu verlassen und nach Marokko zu reisen, wo er mehrere wichtige politische, administrative und akademische Positionen bekleidete, unter anderem diejenige des Direktors von Radio-Maroc.
Nachdem Mauretanien 1960 die Unabhängigkeit erlangt hatte, kehrte Ould Bah nach Mauretanien zurück, wo er an die Spitze mehrerer Bildungseinrichtungen berufen wurde und die erste Pädagogische Fakultät Mauretaniens gründete. Darüber hinaus bekleidete er auch das Amt des Vizepräsidenten der Nationalversammlung und fungierte als Vorsitzender des Ausschusses für auswärtige Angelegenheiten im Parlament. 1967 übernahm er die Leitung der Lehrerbildungsanstalt, und zwischen 1970 und 1978 leitete er eine Pädagogische Hochschule. 1975 promovierte Ould Bah an der Sorbonne in Literaturwissenschaft. Er war der erste Mauretanier, der einen staatlichen Doktorgrad erhielt.
1978 trat Ould Bah in die Dienste der UNESCO und war dort als Kulturberater sowie als ihr Vertreter in Tunis und Rabat tätig. 1984 wurde er zum stellvertretenden Generalsekretär der Organisation der Islamischen Konferenz gewählt. Darüber hinaus hatte er ein Amt am marokkanischen Königshof inne und war als Professor am Dar al-Hadith al-Hasaniyya tätig.
Im Jahr 2000 wurde Ould Bah Vorsitzender des Rats des Chinguetti-Preises, der im selben Jahr mit dem Ziel gegründet wurde, Wissenschaftler zu Forschungsbeiträgen im Bereich islamischer, naturwissenschaftlicher und geisteswissenschaftlicher Studien zu ermutigen. Im Oktober 2007 war er einer der 138 Unterzeichner des offenen Briefes Ein gemeinsames Wort zwischen Uns und Euch, den muslimische Persönlichkeiten an die „Führer christlicher Kirchen überall“ sandten. Mohammed El-Mokhtar war außerdem Präsident der Université moderne Chinguitt, einer 2006 gegründeten privaten Universität in der mauretanischen Hauptstadt Nouakchott, die auf islamische und sozialwissenschaftliche Studien spezialisiert ist. Ould Bah war Mitglied der Akademie der arabischen Sprache in Kairo sowie Mitglied des Obersten Rates des Mohammed-VI-Instituts für afrikanische ʿUlamā' und fungierte als ihr Vertreter in Nouakchott.

## Werke
Mohammed El-Mokhtar Ould Bah hat die französische Koranübersetzung des König-Fahd-Komplexes verantwortet. Darüber hinaus hat er etwas fünfzig Werke zu den Bereichen Koran, Hadith, Fiqh, Lexikographie und Poesie veröffentlicht. Zu seinen bekanntesten Artikeln und Büchern gehören:
- “Introduction à la poésie mauritanienne (1650-1900)” in Arabica 18 (1971) 1−48.
- La littérature juridique et l'évolution du Malikisme en Mauritanie. Université de Tunis, Tunis, 1981 (Publications de l'Université de Tunis. Faculté des Lettres et Sciences Humaines de Tunis: Série 6, Philosophie-Littérature; 19)
- Tārīḫ an-naḥw al-ʿArabī fī l-mašriq wa-l-maġrib (ICESCO 1998).[8] Geschichte der arabischen Grammatik im arabischen Osten und Westen.
- L'éducation islamique. Tradition et modernité. Trad. El Houssan El Moujahid. ICESCO 1999. - (Publication de l'Organisation islamique pour l'Education, les Sciences et la Culture), ISBN 9981-26-187-4
- Tārīḫ al-qirāʾāt fī l-mašriq wa-l-maġrib (ICESCO, Salé, 2001)[9] Geschichte der verschiedenen Lesarten des Korans im Maschriq und Maghrib.
- Tārīḫ ʿulūm al-ḥadīṯ aš-šarīf fī l-mašriq wa-l-maġrib (ICESCO, Rabat, 2010).[10] Geschichte der Hadith-Wissenschaften im arabischen Osten und Westen.
- Madḫal ilā uṣūl al-fiqh al-Mālikī (Dār Ibn Ḥazm, Beirut, 2011).[11] Einführung in die Usūl al-fiqh gemäß der malikitischen Rechtsschule.
- Riḥla maʿa l-ḥayāt Memoiren, 2022 in Beirut veröffentlicht.